# الحرس الوطني الكرواتي
الحرس الوطني الكرواتي كانت قوة مسلحة تأسست في كرواتيا في أبريل ومايو 1991 أثناء حرب الاستقلال الكرواتية. على الرغم من أنه تم إنشاؤها في إطار وزارة الداخلية لأسباب قانونية، إلا أن النمو الاسمي الصفري كان تحت القيادة المباشرة لوزارة الدفاع. تم تكليف الحرس الوطني الكرواتي بحماية حدود كرواتيا وأراضيها، والمهام المرتبطة عادة بقوات الشرطة. تم تشكيل الحرس الوطني مع نقل وحدات الشرطة الخاصة وإنشاء أربعة ألوية احترافية بالكامل في مايو 1991، وتم تقديمها للجمهور في عرض عسكري في زغرب في 28 مايو. كان بقيادة وزير الدفاع الجنرال مارتن أوبيجيل قبل استقالته في أوائل أغسطس. تم استبدال أوبيجيل بالجنرال أنتون توس، الذي أصبح أول رئيس لهيئة الأركان العامة للقوات المسلحة لجمهورية كرواتيا (تأسست في 21 سبتمبر 1991).
خلال تطويره، واجه الحرس الوطني الكرواتي عددًا من المشاكل، بما في ذلك نقص الأسلحة والذخيرة، نقص الزي الرسمي، التدريب الغير الكافي، النقص العام في الضباط المدربين وضعف عمل الموظفين وهياكل القيادة (منع التنسيق الفعال للوحدات المتعددة). وقوبلت هذه المشاكل بمعنويات جيدة وأهداف واضحة ومستويات عالية من التعبئة. بعد معركة الثكنات، توسع الحرس الوطني بشكل كبير بالأسلحة التي تم الاستيلاء عليها من جيش يوغوسلافيا الشعبي. بحلول نهاية أكتوبر، تم إنشاء 60 لواء جديد وكتائب مستقلة وفي 3 نوفمبر تم تغيير اسم الحرس الوطني الكرواتي إلى الجيش الكرواتي.